# Ацаван (Котайк)
Ацаван (вірм. Հացավան) — село в марзі Котайк, у центрі Вірменії. Населення займається тваринництвом і рослинництвом. На північ від села, на пагорбі є руїни замку 1 тисячоліття нашої ери. Були знайдені керамічні, кам'яні й скляні посудини, металеві предмети. Замок зберігся до раннього середньовіччя.